# Christmas in Tahoe
Christmas in Tahoe är ett julalbum av Train, utgivet 13 november 2015. Albumet innehåller 12 traditionella julsånger, samt tre originallåtar skrivna av gruppmedlemmarna.

## Låtlista
Källa: Amazon.com
| Nr           | Titel                                  | Kompositör                                 | Längd |
| ------------ | -------------------------------------- | ------------------------------------------ | ----- |
| 1.           | This Christmas                         | Donny Hathaway, Nadine McKinnor            | 3:25  |
| 2.           | Christmas Must Be Tonight              | Robbie Robertson                           | 3:20  |
| 3.           | The River                              | Joni Mitchell                              | 3:40  |
| 4.           | Christmas Island                       | Pat Monahan, Jerry Becker                  | 3:55  |
| 5.           | Have Yourself a Merry Little Christmas | Hugh Martin, Ralph Blane                   | 4:28  |
| 6.           | Merry Christmas Everybody              | Noddy Holder, Jim Lea                      | 3:14  |
| 7.           | Santa, Bring My Baby Back (To Me)      | Aaron Schroeder, Claude Demetrius          | 2:36  |
| 8.           | What Christmas Means to Me             | Allen Story, Anna Gordy Gaye, George Gordy | 2:53  |
| 9.           | Wait For Mary, Christmas               | Monahan, Becker                            | 3:35  |
| 10.          | O Holy Night                           | Adolphe Adam                               | 3:18  |
| 11.          | Shake Up Christmas                     | Butch Walker, Monahan                      | 4:07  |
| 12.          | Happy Xmas (War Is Over)               | John Lennon, Yoko Ono                      | 3:33  |
| 13.          | 2000 Miles                             | Chrissie Hynde                             | 3:49  |
| 14.          | Tinsel and Lights                      | Tracey Thorn                               | 3:13  |
| 15.          | Mele Kalikimaka                        | Robert Alexander Anderson                  | 3:00  |
| Total längd: | Total längd:                           | Total längd:                               | 52:06 |

## Listplaceringar
| Lista (2015)             | Topplacering |
| ------------------------ | ------------ |
| USA (Billboard 200)      | 151          |
| USA (Independent Albums) | 9            |
| USA (Holidays Albums)    | 10           |

### Fotnoter
1. 1 2  Gary Graff (3 november 2011). ”Train's Pat Monahan Talks Getting Into the Holiday Spirit With 'Christmas In Tahoe' Album: Exclusive Song Premiere” (på engelska). Prometheus Global Media. http://www.billboard.com/articles/news/holiday/6752810/train-merry-christmas-everybody-song-premiere-pat-monahan-interview. Läst 21 december 2015.
2. ↑  ”Train: Christmas in Tahoe: Music” (på engelska). Amazon. http://www.amazon.com/Christmas-Tahoe-Amazon-Music-Originals/dp/B016NE7UVI. Läst 21 december 2015.
3. ↑  ”Christmas in Tahoe” (på engelska). Billboard. 11 mars 2015. Arkiverad från originalet den 26 december 2015. https://web.archive.org/web/20151226184437/http://www.billboard.com/artist/430350/train/chart?f=305. Läst 21 december 2015.
4. ↑  ”Christmas in Tahoe” (på engelska). Billboard. 11 mars 2015. Arkiverad från originalet den 24 april 2016. https://web.archive.org/web/20160424105816/http://www.billboard.com/artist/430350/Train/chart?f=326. Läst 21 december 2015.
5. ↑  ”Christmas in Tahoe” (på engelska). Billboard. 11 mars 2015. Arkiverad från originalet den 24 april 2016. https://web.archive.org/web/20160424105805/http://www.billboard.com/artist/430350/Train/chart?f=325. Läst 21 december 2015.